# Sean Keenan
Sean Keenan (Busselton, 18 de enero de 1993) es un actor australiano, más conocido por haber interpretado a Lockie Leonard en la serie homónima y a Gary Hennessey en Puberty Blues.

## Carrera
En 2007 hizo su debut en la televisión cuando se unió al elenco principal de la serie Lockie Leonard donde interpretó a Lockie Leonard, un joven niño que no es popular, que ama el surf y que cuenta cómo vive el transformarse de un niño a un adolescente, hasta el final de la serie en 2010.
En 2011 apareció en la miniserie Cloudstreet donde dio vida a Ted Pickles, uno de los hijos de Sam (Stephen Curry) y Dolly Pickles (Essie Davis).
En 2013 se unió al elenco de la serie Puberty Blues donde interpretaba al estudiante Gary Hennessey, el único hijo de Ferris Hennessey (Rodger Corser) e Yvonne Hennessey (Susan Prior). Ese mismo año apareció como personaje recurrente en la tercera y última temporada de la serie Dance Academy donde interpretó a Jamie.
En 2015 se unió al elenco principal de la serie Glitch.

## Filmografía

### Series de televisión
| Año         | Serie          | Personaje             | Notas                                   |
| ----------- | -------------- | --------------------- | --------------------------------------- |
| 2015 - 2019 | Glitch         | Charlie Thompson      | 12 episodios                            |
| 2017        | Wake in Fright | John Grant            | 2 episodios - miniserie                 |
| 2017        | Newton's Law   | Johnny Allbright      | 8 episodios                             |
| 2017        | Hoges          | Paul Hogan (de joven) | episodio #1.1 - miniserie               |
| 2016        | Hunters        | Pablo                 | episodio "Pretending to See the Future" |
| 2015        | Shit Creek     | Justin Morrison       | -                                       |
| 2013 - 2014 | Puberty Blues  | Gary Hennessey        | 17 episodios                            |
| 2013        | Dance Academy  | Jamie                 | 5 episodios                             |
| 2011        | Cloudstreet    | Ted Pickles           | 3 episodios - miniserie                 |
| 2007 - 2010 | Lockie Leonard | Lockie Leonard        | 47 episodios                            |

### Películas
| Año  | Título                      | Personaje             | Notas                                                                             |
| ---- | --------------------------- | --------------------- | --------------------------------------------------------------------------------- |
| 2017 | Australia Day               | Dean Patterson        | junto a Bryan Brown y Shari Sebbens                                               |
| 2017 | Hoges: The Paul Hogan Story | Paul Hogan (de joven) | junto a Josh Lawson, Justine Clarke, Ryan Corr y Laura Gordon                     |
| 2016 | Hard Target 2               | Tobias Zimling        | junto a Scott Adkins, Robert Knepper y Rhona Mitra                                |
| 2015 | Strangerland                | Steve Robertson       | junto a Nicole Kidman, Joseph Fiennes y Hugo Weaving                              |
| 2015 | Is This the Real World      | Mark                  | junto a Susie Porter, Charlotte Best, Jack Finsterer, Jiordan Tolli y Peter Hardy |
| 2013 | Breathe                     | Rowan                 | corto - junto a Charlotte Best y Valentino del Toro                               |
| 2013 | Drift                       | Andy Kelly (de joven) | junto a Xavier Samuel, Lesley-Ann Brandt y Robyn Malcolm                          |

En 2015 — bajo la dirección de Rudolf Zverina — Keenan protagonizó The Perfect Human, una remake del corto documental homónimo de 1967.

## Premios y nominaciones
| Año  | Categoría                                             | Premio                          | Nominado       | Resultado |
| ---- | ----------------------------------------------------- | ------------------------------- | -------------- | --------- |
| 2013 | Most Eligible Cleo Bachelor                           | Cleo Bachelor of the Year Award | -              | Nominado  |
| 2008 | Most Outstanding New Talent                           | Graham Kennedy Award            | Lockie Leonard | Nominado  |
| 2008 | Best Performance in a TV Series - Leading Young Actor | Young Artist Award              | Lockie Leonard | Nominado  |
| 2007 | -                                                     | Young Actor's Award             | Lockie Leonard | Nominado  |